# Rob Philippen
Rob Philippen (Sittard, 20 augustus 1963) is een voormalig Nederlands voetballer. Hij stond onder contract bij Fortuna Sittard, Helmond Sport en EVV.
Na het voetbal werd Philippen makelaar.

## Statistieken
| Seizoen | Club            | Land      | Competitie     | Wed. | Goals |
| ------- | --------------- | --------- | -------------- | ---- | ----- |
| 1980/81 | Fortuna Sittard | Nederland | Eerste divisie | 3    | 2     |
| 1983/84 | Fortuna Sittard | Nederland | Eredivisie     | 11   | 1     |
| 1984/85 | Fortuna Sittard | Nederland | Eredivisie     | 18   | 2     |
| 1985/86 | Fortuna Sittard | Nederland | Eredivisie     | 21   | 2     |
| 1986/87 | Helmond Sport   | Nederland | Eerste divisie | 26   | 2     |
| 1987/88 | Helmond Sport   | Nederland | Eerste divisie | 24   | 4     |
| 1988/89 | EVV             | Nederland | Eerste divisie | 21   | 2     |
| 1989/90 | Niet bekend     | Duitsland | Oberliga       | 15   | 1     |
| Totaal  | Totaal          | Totaal    | Totaal         | 139  | 16    |